# Orogenia caledoniana

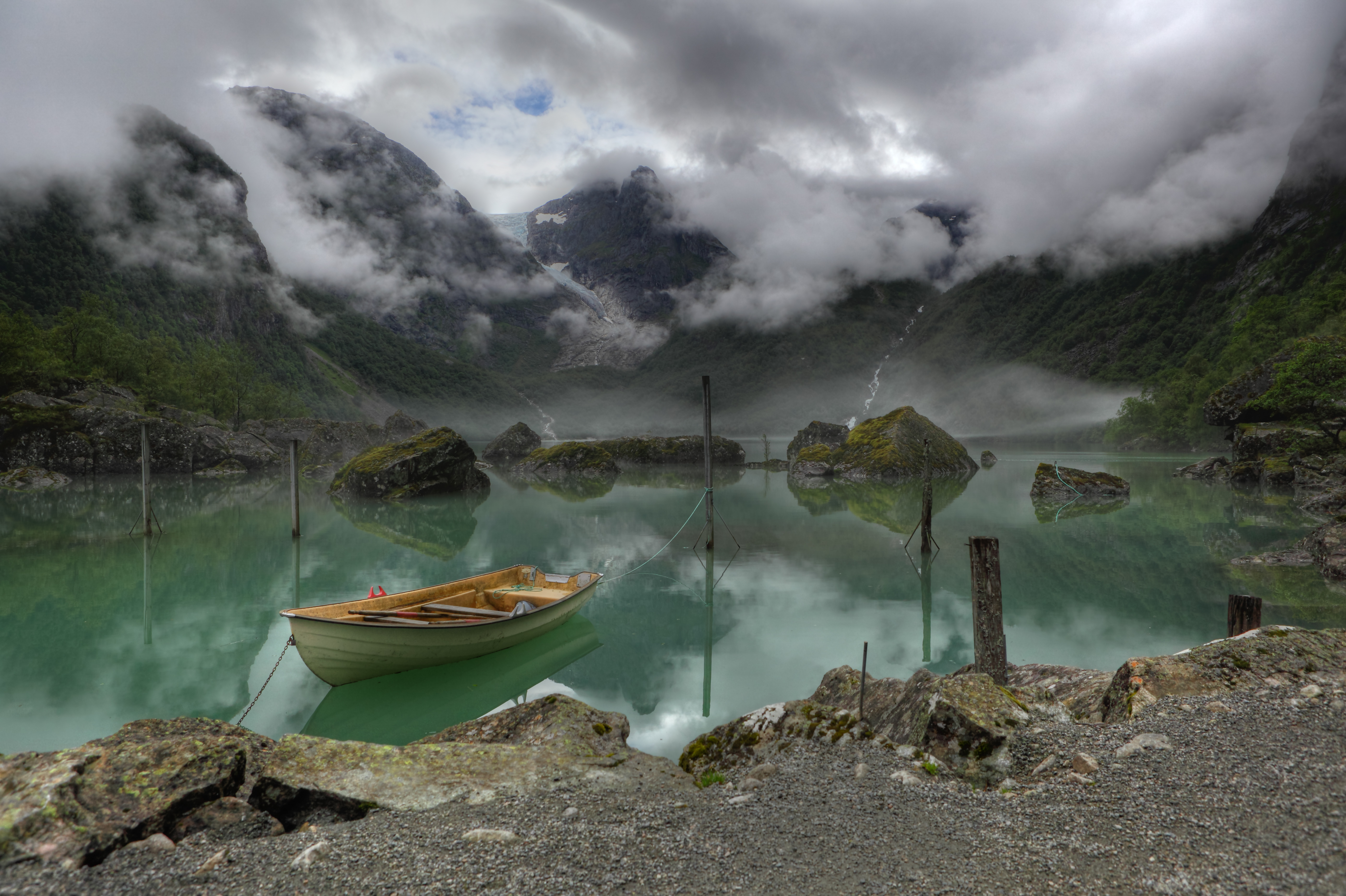
Los Alpes escandinavos, cuyas rocas fueron formadas en las raíces de la orogenia caledoniana.

La orogenia caledoniana o caledónica  fue un proceso de formación de montañas (orogénesis) que se produjo en Escocia, Irlanda, Inglaterra, Gales y el oeste de Noruega durante los periodos Silúrico y Devónico (Paleozoico), aproximadamente desde 444 a 416 millones de años. Su denominación proviene de "Caledonia", nombre latino de Escocia.
La orogenia caledoniana ocurrió durante el ensamblaje de diversos continentes que convergían para formar Pangea. Durante el anterior periodo Ordovícico, hace 488-444 millones de años, un gran continente llamado Gondwana, formado por la masa continental que posteriormente, tras dividirse, constituirá África, Sudamérica y la Antártida, se situaba entre el Polo Sur y el ecuador; una segunda masa de tierra, Laurentia, que contenía la futura sección noreste de Norteamérica, se encontraba sobre el Ecuador. Al noreste se encontraba la placa siberiana separada de Laurentia por el océano Uraliano. Al sureste, la placa Báltica estaba separada de Gondwana por el océano Iapetus. Un pequeño continente formado por islas, Avalonia (que contenía la actual Nueva Inglaterra, Nueva Escocia, y una parte de Europa occidental incluidas las islas británicas) estaba al oeste de la placa Báltica, separada de ella por el océano Torquist. El océano Rheico se situaba entre Avalonia y Báltica, y Gondwana.
En el periodo Ordovícico, el océano Rheico comenzó a expandirse, empujando a Báltica y Avalonia en dirección a Laurentia. Báltica y el norte de Avalonia chocaron en primer lugar, produciendo la Orogenia caledónica durante el periodo Silúrico. Al final de dicho periodo y durante el siguiente Devónico, el resto de Avalonia también colisionó, provocando la Orogenia Acadia, durante la cual se formaron los Apalaches
- Datos: Q846077
- Multimedia: Caledonian orogeny / Q846077